# 박선준 (1979년)
박선준(1979년 5월 1일~)은 대한민국의 배우이다.

## 학력
- 대림대학교 사회체육과

## 출연

### 방송

#### 드라마
- 2005년 SBS 《해변으로 가요》
- 2006년 KBS 2TV 《미스터 굿바이》
- 2007년 SBS 《아들찾아 삼만리》 - 용가휘 역
- 2010년 SBS 《여자를 몰라》 - 진강호 역
- 2011년 SBS 《싸인》
- 2013년 JTBC 《더 이상은 못 참아》
- 2018년 OCN 《그남자 오수》
- 2018년 KBS 1TV 《비켜라 운명아》 - 구재선 역
- 2021년 SBS 《아모르 파티 - 사랑하라, 지금》 - 황철오 역

### 영화
- 2009년 《거북이 달린다》 - 수사대원 3 역
- 2013년 《감시자들》 - 검거팀 역
- 2013년 《녹색의자 2013 - 러브 컨셉츄얼리》 - 인규 역
- 2016년 《폭력의 법칙: 나쁜 피 두 번째 이야기》 - 지선 남친 역
- 2018년 《메멘토모리》 - 동규 역
- 2022년 《늑대사냥》 ... 해경 중특단 1 역
- 2022년 《1번국도》 ... 성인오락실 실장 역

### 공연

#### 연극
- 2016년 《장수상회》 - 김장수 역

### 뮤직비디오
- 2011년 케이넌 - 〈Lovers High〉